# Valmet KK 62
Das Valmet KK 62 ist ein Maschinengewehr aus finnischer Produktion. Die Waffe wurde 1966 bei den finnischen Streitkräften eingeführt und ist bis heute im Einsatz.

## Technische Beschreibung
Beim Entwurf der Waffe wurde besonderer Wert auf Tauglichkeit auch bei extremer Witterung und auf Verwendung kostengünstiger Metallprägetechniken gelegt. Das Maschinengewehr vermittelt den Eindruck einer improvisierten Konstruktion, ist aber gut verarbeitet und robust. Das Gehäuse besteht aus Prägestahl, als Kolben dient eine hohle Stahlröhre, ein konventioneller Abzugsbügel fehlt. Der Abzug wird nur durch eine kurze Stange geschützt und kann so auch mit Polarhandschuhen betätigt werden.
Das KK 62 wird ausschließlich mit Patronengurten geladen, die in einem Leinenbeutel untergebracht sind und von rechts zugeführt werden. Da die Feuerrate recht hoch und nur Dauerfeuer möglich ist, wurde der Lauf nicht fest montiert und kann schnell gewechselt werden. Verschossen wird die in der Sowjetunion entwickelte Kurzpatrone M43. Die Verriegelung bewirkt ein Verschlussblock, der während des Ladezyklus nach oben kippt und in ein Widerlager im Gehäusedeckel einrastet. Der Verschluss ähnelt dem des tschechischen ZB vz. 26.